# Hugh Mitchell (idrottare)
Hugh Mitchell, född 22 november 1934, död 27 oktober 2024, var en australisk fotboll-spelare och tränare som spelade för Essendon Football Club i Victorian Football League mellan 1953 och 1967. Vid debuten i Essendon var han 18 år gammal. Säsongerna 1955, 1961 och 1964 var han Essendons bästa målgörare. Därefter spelade han för Dandenong Football Club i Victorian Football Association. Efter den aktiva karriären var han tränare för Dandenong i tre säsonger. År 1971 vann Dandenong VFA-finalen.